# Roger Daltrey
Roger Harry Daltrey CBE (Londres, 1 de março de 1944) é um cantor, músico e ator inglês. Ele é cofundador e vocalista da banda de rock The Who.
As canções de sucesso de Daltrey com o Who incluem "My Generation", "Pinball Wizard", "Won't Get Fooled Again" e "Baba O'Riley". Ele começou sua carreira solo em 1973, ainda membro do Who. Desde então, ele lançou dez álbuns de estúdio solo, cinco álbuns de compilação e um álbum ao vivo.
The Who é considerada uma das bandas de rock mais influentes do século 20 e já vendeu mais de 100 milhões de discos em todo o mundo. Como membro da banda, Daltrey recebeu o prêmio pelo conjunto de sua obra da Indústria Fonográfica Britânica em 1988, e da Fundação Grammy em 2001. Ele foi incluído no Rock and Roll Hall of Fame em 1990 e no UK Music Hall of Fame em 2005. Ele e Pete Townshend receberam o Kennedy Center Honors em 2008 e o prêmio George e Ira Gershwin pelo conjunto de sua obra musical na UCLA em 21 de maio de 2016. Daltrey também foi ator e produtor de cinema, com papéis em filmes, teatro e televisão. Os ouvintes do Planet Rock o elegeram como a quinta maior voz do rock em 2009, e ele ficou em 61º lugar na lista da Rolling Stone dos 100 maiores cantores de todos os tempos em 2010.

## Biografia
Daltrey nasceu em 1º de março de 1944, no Hammersmith Hospital, East Acton, Londres, o mais velho dos três filhos de Harry e Irene Daltrey. Harry Daltrey era um corretor de seguros que foi convocado para lutar na Segunda Guerra Mundial, deixando Roger, de três meses, e sua mãe para serem evacuados para uma fazenda na Escócia. 
Daltrey frequentou a Victoria Primary School e depois a Acton County Grammar School junto com Pete Townshend e John Entwistle. Ele mostrou promessa acadêmica no sistema escolar estadual inglês, colocado entre os primeiros da turma no exame Eleven-Plus que o levou à matrícula na Acton County Grammar School. 
Daltrey fez sua primeira guitarra, a partir de um bloco de madeira, em 1957,  uma réplica de uma Stratocaster vermelho cereja, e se juntou a uma banda de skiffle chamada Detours, que precisava de um vocalista. Disseram-lhe que ele precisava trazer um violão e, em poucas semanas, ele apareceu com ele. Quando seu pai comprou para ele uma guitarra Epiphone em 1959, ele se tornou o guitarrista principal da banda e logo foi expulso da escola por fumar tabaco. Townshend escreveu em sua autobiografia: "até ser expulso, Roger era um bom aluno". 
No início, Daltrey era o líder da banda, ganhando a reputação de usar os punhos para exercitar a disciplina, quando necessário. De acordo com Townshend, Daltrey “administrava as coisas do jeito que queria. Se você discutisse com ele, geralmente recebia um monte de cincos  [socos fortes]".  Daltrey explicaria, mais tarde na vida, que sua abordagem dura veio do bairro difícil em que cresceu, onde a maioria das discussões e debates eram resolvidos com uma briga.
Em 1964, a banda descobriu outra banda atuando como Detours e discutiu a mudança de nome. Townshend sugeriu "The Hair" e o colega de quarto de Townshend, Richard Barnes, sugeriu "The Who". Na manhã seguinte, Daltrey tomou a decisão pela banda, dizendo "É The Who, não é?" 

## No The Who

### Visão geral
Com o primeiro single de sucesso da banda ("I Can't Explain") e o contrato de gravação no início de 1965, Townshend começou a escrever material original e o domínio de Daltrey na banda começou a diminuir. 
Os outros membros do Who demitiram Daltrey da banda no final de 1965, depois que ele espancou o baterista Keith Moon por fornecer drogas ilegais para Townshend e Entwistle, fazendo com que ele reexaminasse seus métodos de lidar com as pessoas. Uma semana depois, Daltrey foi admitido de volta na banda, mas foi informado que estaria em liberdade condicional. Ele prometeu que não haveria mais explosões ou agressões violentas. Daltrey relembrou: "Achei que se perdesse a banda estaria morto. Se eu não ficasse com a Who, seria um trabalhador de chapas metálicas pelo resto da minha vida." 
O segundo single da banda, "Anyway, Anyhow, Anywhere", foi uma colaboração entre Daltrey e Townshend.  À medida que Townshend se tornou um dos compositores mais talentosos do rock, Daltrey ganhou reputação como cantor e vocalista. A apresentação do Who no palco foi enérgica, e o hábito de Daltrey de balançar o microfone pelo cabo no palco tornou-se seu movimento característico. A expressão gaguejante de raiva, frustração e arrogância juvenil de Daltrey, inspirada em Townshend, no single inovador da banda, "My Generation", capturou o sentimento revolucionário da década de 1960 para muitos jovens ao redor do mundo e se tornou a marca registrada da banda. Mais tarde, seu grito perto do final de "Won't Get Fooled Again" se tornou um momento decisivo no rock and roll. 

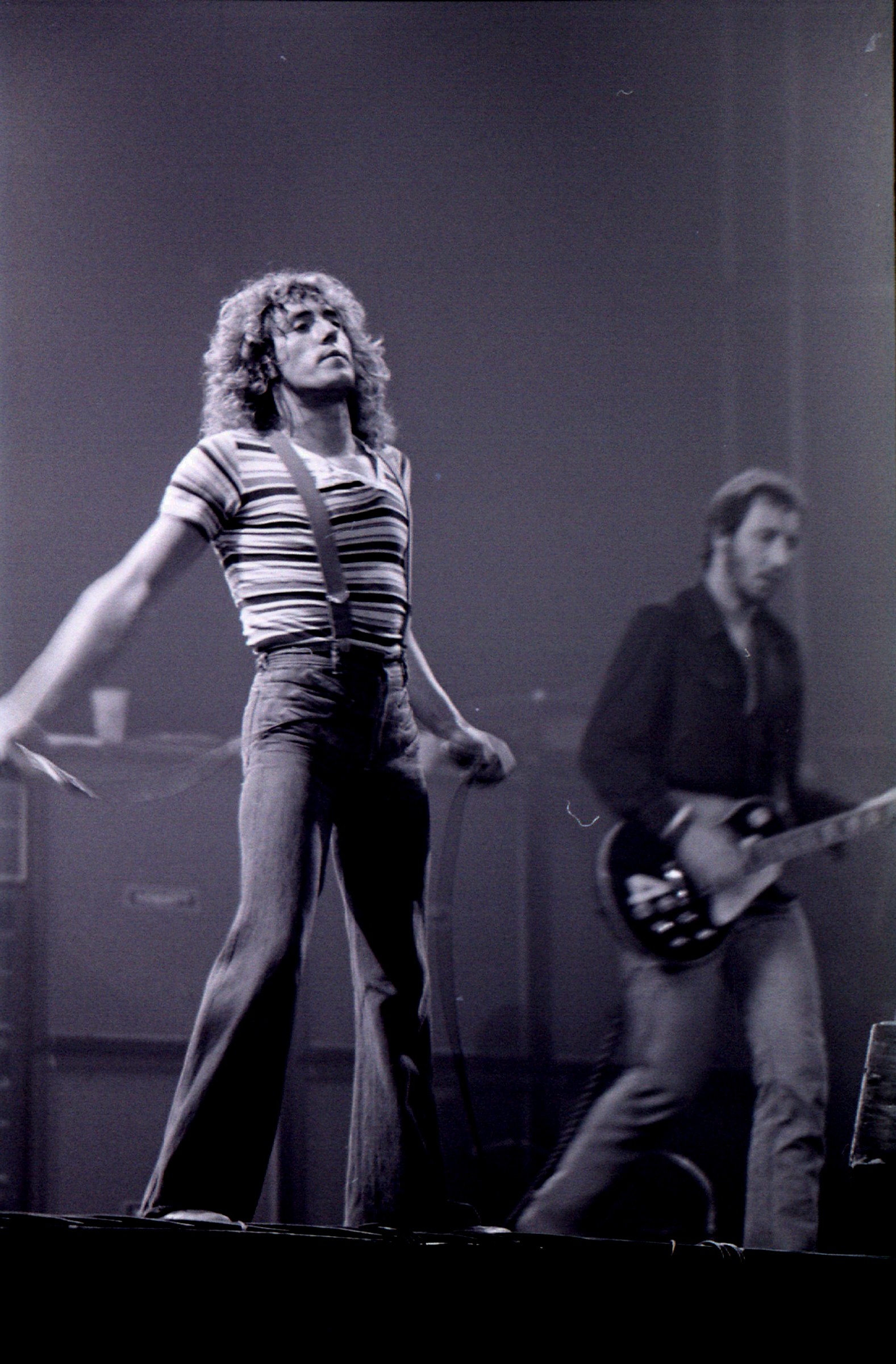
Daltrey no palco com Pete Townshend, 1976

Em 1973, Daltrey estava obtendo um sucesso considerável com seus projetos solo e papéis de ator. Enquanto outros membros da banda trabalhavam na gravação da música para Quadrophenia, Daltrey aproveitou parte desse tempo para verificar os livros financeiros do Who. Ele descobriu que eles haviam caído em desordem sob a gestão de Kit Lambert e Chris Stamp. Lambert também foi o mentor artístico de Pete Townshend, e desafiá-lo levou a uma tensão renovada dentro da banda. Durante uma sessão de filmagem (em um incidente que Daltrey alegou ter sido exagerado), Townshend e Daltrey discutiram sobre o cronograma. Townshend bateu na cabeça de Daltrey com sua guitarra, e Daltrey respondeu deixando Townshend inconsciente com um único golpe. 

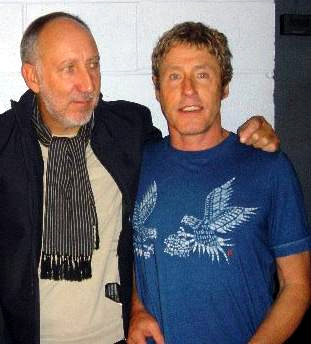
Daltrey (à direita) com Pete Townshend, 2004

Com cada uma das conquistas marcantes do The Who, Tommy, Who's Next e Quadrophenia, Daltrey foi o rosto e a voz da banda enquanto eles se definiam como os rebeldes definitivos em uma geração de mudanças. Quando a adaptação de Tommy de Ken Russell apareceu como longa-metragem em 1975, Daltrey desempenhou o papel principal e foi indicado ao Globo de Ouro de "Melhor Estreia como Ator em Filme" e apareceu na capa da revista Rolling Stone em 10 de abril de 1975. Posteriormente, ele trabalhou novamente com Russell, estrelando como Franz Liszt em Lisztomania. Daltrey trabalhou com Rick Wakeman na trilha sonora deste filme. 
O Who continuou após a morte de seu baterista Keith Moon em 1978, mas a tensão continuou a aumentar quando Daltrey sentiu que o novo baterista Kenney Jones era a escolha errada.  O Who se separou em 1983, quando Townshend sentiu que não era mais capaz de escrever para a banda. 
The Who retornou em 1989 com sua turnê de 25 anos, que também marcou o 20º aniversário de sua ópera rock Tommy . A turnê contou com uma grande banda de apoio e participações especiais de Steve Winwood, Patti LaBelle, Phil Collins, Elton John e Billy Idol. Apesar de um hemangioma abdominal (posteriormente removido por cirurgia), Daltrey conseguiu completar o tour. 
Em 1996, Pete Townshend foi abordado para produzir Quadrophenia para o concerto Prince's Trust no Hyde Park, Londres. Daltrey concordou em ajudar a produzir uma performance única. A ópera foi apresentada com uma grande banda de apoio. Na noite anterior ao show, Daltrey foi atingido no rosto por um pedestal de microfone balançado por Gary Glitter. O acidente fraturou a órbita ocular e causou considerável preocupação de que ele não conseguiria atuar com segurança, mas Daltrey colocou um tapa-olho para cobrir os hematomas e completou o show conforme programado. Depois disso, Townshend decidiu levar a produção em turnê em 1996-97 como The Who. 
Após o sucesso de sua turnê Quadrophenia, a banda retornou como Who em uma formação simplificada de cinco integrantes para turnês em 1999-2000. A banda continuou trabalhando junta, causando grande impacto no Concert for New York City. Após a morte de Entwistle em junho de 2002, Daltrey e Townshend decidiram continuar com uma turnê já planejada como Who. O baixista Pino Palladino foi escolhido para ocupar o lugar de Entwistle. A banda também completou uma breve turnê em 2004. Em 2006, eles lançaram seu primeiro álbum de estúdio com material novo em vinte e quatro anos, Endless Wire, levando alguns fãs e críticos a dizer que a tão discutida tensão artística dentro do Who residia entre Daltrey e Townshend. A banda completou uma turnê mundial em 2006-07 para divulgar este álbum. 
Em fevereiro de 2010, Townshend e Daltrey, como atração principal do Who, realizaram o show do intervalo do Super Bowl XLIV diante de 105,97 milhões de telespectadores em todo o mundo. Em março de 2010, Townshend e Daltrey, junto com uma extensa banda de apoio, tocaram Quadrophenia no Royal Albert Hall em Londres como um evento beneficente de décimo aniversário do Teenage Cancer Trust. Eddie Vedder do Pearl Jam fez o papel de Poderoso Chefão e Tom Meighan do Kasabian fez o papel de Aceface. 

### Composição
Daltrey escreveu algumas músicas do catálogo da banda durante seus primeiros anos:
- "Anyway, Anyhow, Anywhere" (1965) – Segundo single do The Who, co-escrito com Townshend. [30]
- "See My Way" (1966) – A contribuição de Daltrey para A Quick One. [31]
- "Early Morning Cold Taxi" (1967) - Outtake de The Who Sell Out (mais tarde aparecendo como faixa bônus nas edições de luxo), co-escrita com David "Cyrano" Langston. [32]
- "Here for More" (1970) – Lado B de "The Seeker". [33]

Daltrey também escreveu uma canção intitulada "Crossroads Now" para o The Who. Cresceu a partir de uma jam session no palco em 1999.  Outra música de Daltrey, "Certified Rose", foi ensaiada pelo Who pouco antes da morte de John Entwistle. A banda planejava tocá-la (assim como "Real Good Looking Boy" de Townshend) durante sua turnê de 2002, mas os planos foram interrompidos após a morte de Entwistle.  Embora houvesse rumores de que uma versão de estúdio foi gravada durante as sessões do Endless Wire (e pode ter apresentado as linhas de baixo de Entwistle de 2002), Townshend afirmou mais tarde que tal gravação não foi feita.  Uma gravação mais recente de "Certified Rose" foi lançada no álbum de 2018 de Daltrey, As Long As I Have You. 
"Early Morning Cold Taxi" é uma música gravada durante as sessões de gravação do The Who Sell Out em 1967. Foi lançado em 1994 no box set Thirty Years of Maximum R&B. É creditado ao roadie de Daltrey e Who, Dave "Cyrano" Langston. 

## Carreira solo

### Visão geral

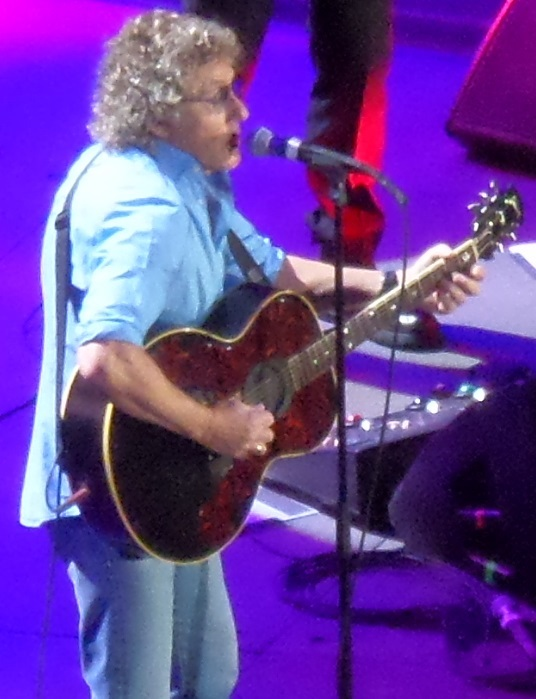
Daltrey com o Who na Manchester Arena, 2014

Daltrey lançou oito álbuns de estúdio solo. O primeiro foi Daltrey em 1973, gravado durante um hiato na agenda de turnês do Who. O single mais vendido do álbum, "Giving It All Away", alcançou a 5ª posição no Reino Unido e o álbum, que apresentou Leo Sayer como compositor, chegou ao Top 50 nos Estados Unidos. A fotografia da capa interna mostrava um trompe-l'oeil em referência ao mito de Narciso, já que o reflexo de Daltrey na água difere de sua aparência real. Ele também lançou um single em 1973, " Thinking ", com "There is Love" como lado B. O lançamento britânico, com considerável repercussão de "Giving It All Away" (primeiras linhas "Paguei todas as minhas dívidas, então peguei meus sapatos, levantei-me e fui embora") coincidiu com notícias de que o Who estava sendo processado por danos não pagos ao hotel em uma excursão recente, incluindo um aparelho de TV sendo jogado pela janela. 
O segundo álbum solo de Daltrey, Ride a Rock Horse, foi lançado em 1975 e é seu segundo álbum solo de maior sucesso comercial.
McVicar foi anunciado como trilha sonora do filme de mesmo nome, no qual Daltrey estrelou e também co-produziu. Apresentava todos os outros membros do Who na época (Townshend, Entwistle e Kenney Jones). McVicar incluiu dois singles de sucesso, "Free Me" e "Without Your Love", que é a gravação solo mais vendida de Daltrey. 
No lançamento, Parting Should Be Painless recebeu críticas negativas e foi o álbum de estúdio mais vendido de Daltrey até aquele momento. O álbum foi um esforço concentrado por parte de Daltrey para desabafar suas frustrações após a separação do Who, reunindo um conjunto de canções aproximadamente autobiográficas. Estas incluíam uma faixa com contribuição de Bryan Ferry ("Going Strong") e outra com contribuição de Eurythmics ("Somebody Told Me"). Musicalmente, de acordo com Daltrey, o álbum cobriu áreas que ele queria que o Who seguisse. 
A faixa-título de Under a Raging Moon é uma homenagem ao falecido baterista do Who, Keith Moon, que morreu em 1978, aos 32 anos de idade. Em seu próximo álbum Rocks in the Head, a voz de Daltrey varia de um poderoso rosnado blues à la Howlin' Wolf até os vocais ternos compartilhados com sua filha Willow na balada "Everything a Heart Could Ever Want". Este foi seu primeiro grande esforço como compositor em sua carreira solo.
Daltrey apareceu no Freddie Mercury Tribute Concert em 1992, cantando a música hard rock do Queen "I Want It All", para homenagear seu amigo Freddie Mercury, que morreu no ano anterior um dia após um anúncio público de que sofria de AIDS.  
Para comemorar seu 50º aniversário em 1994, Daltrey realizou dois shows no Carnegie Hall. Posteriormente, foi lançada uma gravação dos concertos em CD e vídeo; foi intitulado A Celebration: The Music of Pete Townshend and The Who, e às vezes é chamado de Daltrey Sings Townshend . O sucesso desses dois shows levou a uma turnê pelos Estados Unidos com o mesmo nome, apresentando o irmão de Pete Townshend, Simon, na guitarra solo, com Phil Spalding assumindo o baixo na primeira metade de cada show e John Entwistle tocando na segunda metade. Uma etapa australiana foi considerada, mas acabou descartada. 
Fã ávido do Arsenal FC, clube de futebol da Premier League, Daltrey escreveu e cantou uma canção especialmente encomendada, "Highbury Highs", para a cerimônia de despedida de Highbury em 2006, após a última partida de futebol em Highbury.  O desempenho de Daltrey fez parte da comemoração dos 93 anos anteriores do Arsenal em Highbury, enquanto o clube se preparava para sua transferência para o Emirates Stadium na temporada seguinte. 
Daltrey embarcou em uma turnê solo pelos EUA e Canadá em 10 de outubro de 2009, oficialmente chamada de turnê "Use It or Lose It" com uma nova banda que ele chamou de "No Plan B" no Alan Titchmarsh Show.  A banda incluía Simon Townshend na guitarra base e backing vocals, Frank Simes na guitarra solo, Jon Button no baixo, Loren Gold nos teclados e Scott Devours na bateria.  Eddie Vedder fez uma aparição especial no show de Seattle em 12 de outubro.  Em 2010, Daltrey e No Plan B apareceram em vários shows com Eric Clapton,  incluindo Summerfest em Milwaukee, Wisconsin.
Em 15 de março de 2018, Daltrey anunciou o próximo lançamento, em 1º de junho, de seu novo álbum solo de estúdio, As Long as I Have You. Ele apareceu no The Graham Norton Show da BBC One, em 13 de abril de 2018, para promover o single retirado do álbum.
Em maio de 2021, Daltrey anunciou o retorno às turnês, com a turnê solo Live and Kicking Tour, começando em agosto de 2021. A turnê foi remarcada e realizada durante o verão de 2022.

## Discografia
| Solo - Daltrey (1973) - Ride a Rock Horse (1975) - One of the Boys (1977) - McVicar (1980) - Parting Should Be Painless (1984) - Under a Raging Moon (1985) - Can't Wait to See the Movie (1987) - Rocks in the Head (1992) - As Long as I Have You (2018) | Colaborações com outros artistas - Going Back Home (2014) (com o ex-guitarrista do Dr. Feelgood Wilko Johnson) Outras gravações - Tommy (1972) (Versão LSO) - Tommy (1975) (trilha sonora) - Lisztomania (1975) (trilha sonora) |

## Colaborações
Em 1998, Daltrey cantou duas músicas com a Jim Byrnes Blues Band na Los Angeles Highlander Convention. 
Em 12 de janeiro de 2009, Daltrey foi a atração principal de um show único junto com Babyshambles na O2 Academy Bristol para Teenage Cancer Trust . Em 5 de julho de 2009, ele se juntou ao vocalista do Jam, Paul Weller, no palco do Hop Farm Festival em Kent para um encore de "Magic Bus".  Em 2011, Daltrey gravou um dueto na música "Ma seule amour" com o cantor e compositor francês Laurent Voulzy para seu álbum Lys and Love. 
Em novembro de 2014, enquanto estava hospedado no Mar Hall Hotel em Bishopton, Renfrewshire - antes do show do Who no SSE Hydro - Daltrey se juntou à banda Milestone para uma versão improvisada de "I Can't Explique". A banda estava tocando em uma recepção de casamento no hotel. 

## Legado

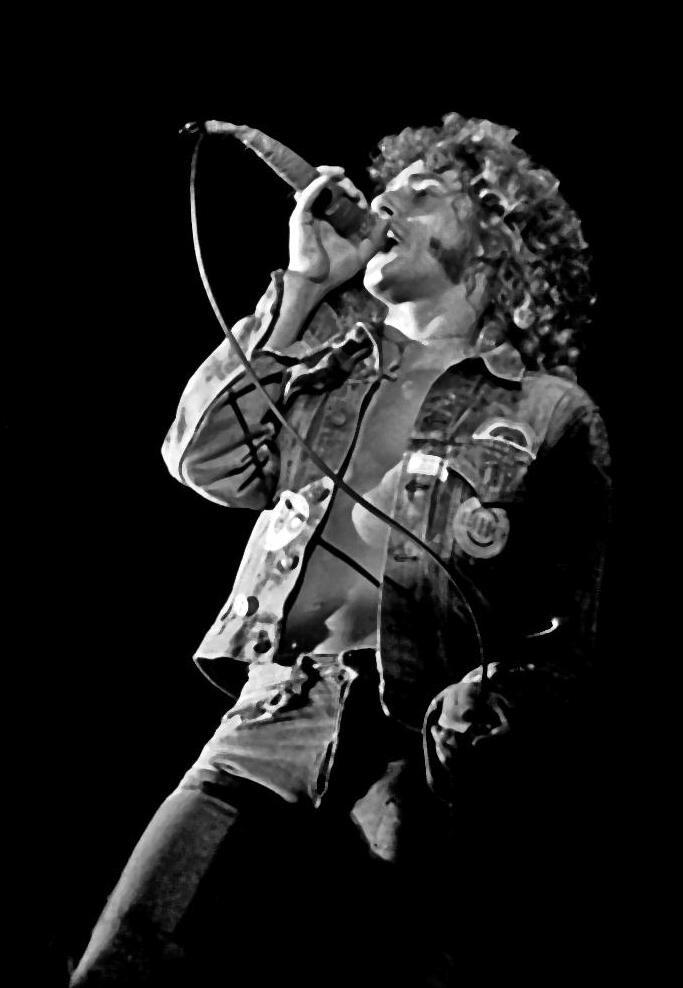
Daltrey cantando com o Who em Hamburgo, Alemanha, 1972

De acordo com Pete Townshend, Daltrey "quase inventou o papel pseudomessiânico assumido mais tarde por Jim Morrison e Robert Plant".  Sua personalidade lhe rendeu a posição de um dos “deuses do rock and roll”.  Ele desenvolveu um movimento característico de balançar e lançar seu microfone através de uma sequência complexa, combinando essas sequências com o ritmo da música que estava sendo tocada no momento, embora Daltrey tenha reduzido a capacidade atlética de suas performances nos anos posteriores. De acordo com uma análise da atuação do Who no Quart Festival em 2007:
De repente, todos pararam de se preocupar com a chuva torrencial. Quando o Who subiu ao palco, não podíamos fazer nada além de alcançar o céu e uivar. Qualquer um que já tenha pensado em chamar esses deuses de velhos e dinossauros deveria ficar profundamente envergonhado. Os relatos que ouvimos de todo o mundo eram verdadeiros: o rock ao vivo não existe nada melhor. 

## Equipamento

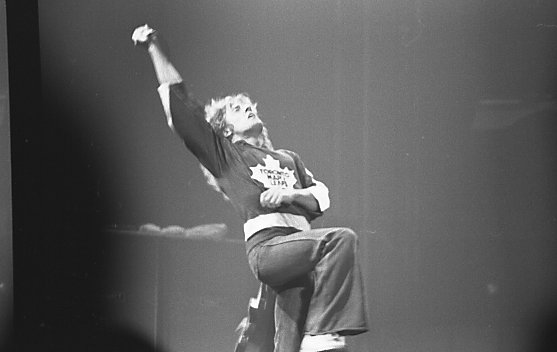
Daltrey se apresentando no palco do Maple Leaf Gardens em Toronto, Canadá, 1976

Daltrey construiu à mão sua primeira guitarra com um pedaço de madeira compensada e também construiu guitarras para a banda nos primeiros dias, quando eles tinham pouco dinheiro para comprar equipamentos.  Como guitarrista principal dos Detours, Daltrey tocou uma guitarra elétrica de corpo sólido Epiphone Wilshire de 1961, que mais tarde vendeu para Pete Townshend com um plano de pagamento fácil.   Depois de assumir os vocais da banda na década de 1960, e durante a década de 1970, Daltrey raramente tocava guitarra no palco, exceto um violão Martin enquanto promovia seu álbum solo Daltrey.  Ele começou a tocar guitarra com o Who novamente durante as turnês da banda na década de 1980, e usou um Fender Esquire para tocar uma segunda parte de guitarra para a música "Eminence Front" nas turnês de 1982, 1989 e posteriores do Who.  Durante a turnê de 1989, Daltrey tocou uma guitarra Gibson Chet Atkins SST para a música "Hey Joe". Durante a turnê Quadrophenia do Who's 1996-97, ele tocou um violão Gibson J-200. 
Depois de 1999, tornou-se mais comum Daltrey tocar guitarra durante o Who e em shows solo. Ele tocou um violão artesanal Versoul Buxom 6 na turnê Who's 2002.  Daltrey possui um violão Gibson Everly Brothers Flattop, que tocou no Who e em turnês solo no final da primeira década do século XXI.  Em sua turnê de 2009, ele tocou "Blue, Red and Grey" de Pete Townshend em um ukulele EQ tenor cutaway de Ashbury. 
Daltrey está entre os primeiros a trazer a gaita para a música popular.  Embora as que ele usa tenham variado ao longo dos anos, as marcas de gaitas que ele usou incluem Hohner e Lee Oskar.  
Daltrey usa microfones Shure com cabos presos com fita adesiva para reforçar a conexão e evitar cortar as mãos ao balançar e pegar o microfone. Ele comumente usa um Shure SM58 padrão,  mas também usou Shure SM78 (em 1981), Shure modelo 565D Unisphere 1 e Shure modelo 548 Unidyne IV.  Daltrey também usa um sistema de monitoramento híbrido, com um monitor intra-auricular complementado por dispositivos de piso. 

## Carreira de ator

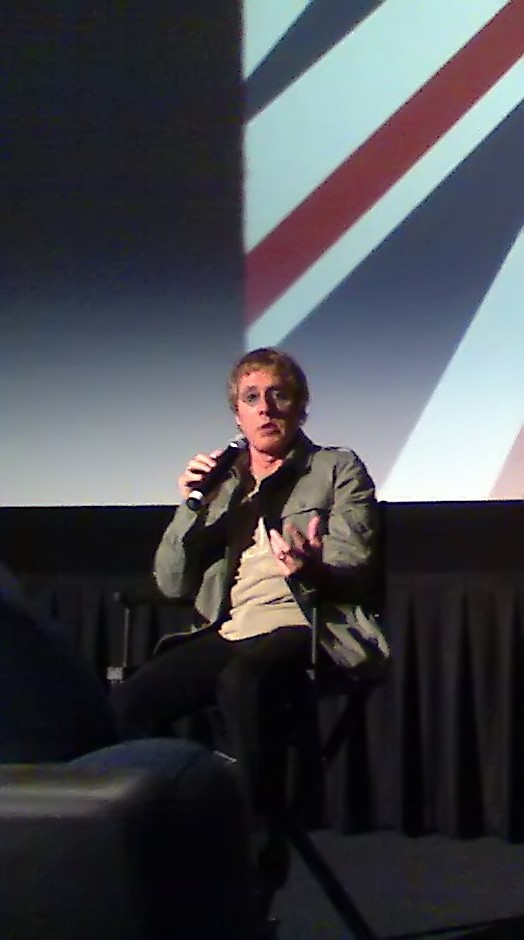
Daltrey antes de uma exibição de The Who Live at Kilburn 1977 no ArcLight Sherman Oaks, 2008

| Título                                                 | Ano       | Papel                                 | Notas                                                            |
| ------------------------------------------------------ | --------- | ------------------------------------- | ---------------------------------------------------------------- |
| Tommy                                                  | 1975      | Tommy Walker                          | Filme                                                            |
| Lisztomania                                            | 1975      | Franz Liszt                           | Filme                                                            |
| The Legacy                                             | 1978      | Clive                                 | Filme                                                            |
| McVicar                                                | 1980      | John McVicar                          | Também produtor                                                  |
| The Beggar's Opera                                     | 1983      | Captain Macheath                      | Produção musical da BBC                                          |
| The Comedy of Errors                                   | 1983      | The Dromios                           | Filme de TV                                                      |
| Bitter Cherry                                          | 1983      |                                       | Curta                                                            |
| Murder: Ultimate Grounds for Divorce                   | 1984      | Roger Cunningham                      | Filme                                                            |
| Pop Pirates                                            | 1984      | Producer                              | Filme                                                            |
| Buddy                                                  | 1986      | Terry Clark                           | Série de TV                                                      |
| The Little Match Girl                                  | 1986      | Jeb Macklin                           | Filme musical                                                    |
| The Hunting of the Snark                               | 1987      | The Barrister                         | Aparição em concerto                                             |
| Crossbow                                               | 1987      | Francois Arconciel/François Arconciel | Série de TV                                                      |
| Gentry                                                 | 1987      | Colin                                 | Série de TV                                                      |
| How to Be Cool                                         | 1988      | Ele mesmo                             | Série de TV                                                      |
| Mack the Knife                                         | 1990      | Street singer                         | Filme musical                                                    |
| Forgotten Prisoners: The Amnesty Files                 | 1990      | Howard                                | Filme de TV                                                      |
| Cold Justice                                           | 1989      | Keith Gibson                          | Filme                                                            |
| Buddy's Song                                           | 1991      | Terry Clark                           | Filme, também compositor de partituras musicais, produtor        |
| Midnight Caller                                        | 1991      | Danny Bingham                         | Série de TV                                                      |
| If Looks Could Kill – Teen Agent                       | 1991      | Blade                                 | Filme                                                            |
| The Freddie Mercury Tribute Concert                    | 1992      | Ele mesmo                             | Apresentação de concerto                                         |
| The Real Story of Happy Birthday to You                | 1992      | Barnaby (voz)                         | Curta                                                            |
| Tales from the Crypt                                   | 1993      | Dalton Scott                          | Série de TV                                                      |
| Highlander                                             | 1993–98   | Hugh Fitzcairn                        | Série de TV                                                      |
| Lightning Jack                                         | 1994      | John T. Coles                         | Filme                                                            |
| A Celebration: The Music of Pete Townshend and The Who | 1994      | Ele mesmo                             | Apresentação de concerto                                         |
| The Wizard of Oz in Concert: Dreams Come True          | 1995      | Tin Man                               | Apresentação de concerto                                         |
| Bad English I: Tales of a Son of a Brit                | 1995      |                                       | Filme                                                            |
| Vampirella                                             | 1996      | Vlad                                  | Filme                                                            |
| Lois & Clark: The New Adventures of Superman           | 1996      | Tez                                   | Série de TV                                                      |
| Sliders                                                | 1997      | Col. Angus Rickman                    | Série de TV                                                      |
| Pirate Tales                                           | 1997      | William Dampier                       | Minissérie de TV                                                 |
| Like It Is                                             | 1998      | Kelvin                                | Filme                                                            |
| The Magical Legend of the Leprechauns                  | 1999      | King Boric                            | Filme de TV                                                      |
| Rude Awakening                                         | 1999–2000 | Nobby Clegg                           | Série de TV                                                      |
| The Bill                                               | 1999      | Larry Moore                           | Série de TV                                                      |
| Dark Prince: The True Story of Dracula                 | 2000      | King Janos                            | Filme de TV                                                      |
| Best                                                   | 2000      | Rodney Marsh                          | Filme                                                            |
| The Young Messiah – Messiah XXI                        | 2000      | Ele mesmo                             | Apresentação de concerto                                         |
| The Simpsons (episódio "A Tale of Two Springfields")   | 2000      | Ele mesmo, como The Who               | Série de TV                                                      |
| Strange Frequency 2                                    | 2001      | Host/devil                            | Série de TV                                                      |
| Chasing Destiny                                        | 2001      | Nehemiah Peoples                      | Filme                                                            |
| Witchblade                                             | 2001      | Father Del Toro/Madame Sesostris      | Série de TV                                                      |
| .com for Murder                                        | 2002      | Ben                                   | Filme                                                            |
| That '70s Show                                         | 2002      | Mr. Wilkinson                         | Série de TV                                                      |
| The Wheels on the Bus                                  | 2003      | Argon the dragon                      | DVD infantil                                                     |
| Trafalgar Battle Surgeon                               | 2005      | Loblolly Boy                          | Filme de TV                                                      |
| The Mighty Boosh                                       | 2005      | Ele mesmo                             | Série de TV, temporada 2, episódio 2 "The Priest and the Beast"  |
| Johnny Was                                             | 2006      | Jimmy Nolan                           | Filme                                                            |
| CSI: Crime Scene Investigation                         | 2006      | Mickey Dunn                           | Série de TV (episódio: "Living Legend", temporada 7, episódio 9) |
| The Last Detective                                     | 2007      | Mick Keating                          | Série de TV                                                      |
| Once Upon a Time                                       | 2012      | Caterpillar                           | Série de TV (não creditado)                                      |
| Pawn Stars                                             | 2013      | Ele mesmo                             | 1 Episódio                                                       |

## Trabalho literário
Daltrey contribuiu para uma coleção de histórias de pesca infantil publicada em 1996, intitulada I Remember: Reflections on Fishing in Childhood.  Em 2009, ele contribuiu com um prefácio para Anyway, Anyhow, Anywhere: The Complete Chronicle of The Who 1958–1978, de Andrew Neill e Matt Kent.  Em 2011, ele escreveu um artigo em homenagem ao falecido Ken Russell, que foi publicado no Daily Express da Grã-Bretanha. 
Em outubro de 2018, Daltrey publicou seu livro de memórias, Thanks a Lot Mr. Kibblewhite: My Story.  O título é uma referência ao homem que o expulsou do ensino fundamental, permitindo-lhe seguir uma carreira musical de sucesso. 

## Prêmios e honrarias
Em 1976, Daltrey foi indicado ao Globo de Ouro de "Melhor Estreia como Atuante em Filme" por seu papel principal na versão cinematográfica da ópera rock do Who, Tommy. Ele também se apresentou como convidado na gravação dos Chieftains de Irish Evening: Live at the Grand Opera House, que ganhou um Grammy de Melhor Álbum Folclórico Tradicional em 1993. Com o Who, Daltrey recebeu o Grammy Lifetime Achievement Award em 2001 por seu notável significado artístico na música. 
Em 1990, Daltrey foi incluído no Rock and Roll Hall of Fame em Cleveland, Ohio, como membro do Who.  O Rock and Roll Hall of Fame também incluiu três músicas que Daltrey gravou com o Who na lista das 500 músicas que moldaram o Rock and Roll, incluindo: "My Generation", "Go to the Mirror!" e "Baba O'Riley".  Em 2005, Daltrey recebeu o prêmio Gold Badge da Academia Britânica de Compositores, Compositores e Autores por contribuições especiais e duradouras à indústria do entretenimento britânica.  
Em 2003, Daltrey foi homenageado pela revista Time como Herói Europeu por seu trabalho com o Teenage Cancer Trust e outras instituições de caridade.  Na Lista de Honras de Ano Novo publicada em 31 de dezembro de 2004, ele foi nomeado Comandante da Ordem do Império Britânico pelos serviços prestados à música, à indústria do entretenimento e à caridade.  
Como membro do Who, Daltrey foi introduzido em 2005 no UK Music Hall of Fame.  Em dezembro de 2008, ele e Pete Townshend foram homenageados com os prêmios culturais de maior prestígio da América como ganhadores do 31º Kennedy Center Honors anual em Washington, DC, pelo então presidente dos Estados Unidos, George W. Bush.  Em 4 de março de 2009, três dias após seu 65º aniversário, Daltrey recebeu o Prêmio James Joyce da Sociedade Literária e Histórica da University College Dublin por seu notável sucesso no campo musical. 
Em 12 de março de 2011, recebeu o Prêmio Steiger (Alemanha) de excelência musical.  Em novembro de 2011, Daltrey e Pete Townshend receberam o Classic Album Award por Quadrophenia do Classic Rock Roll of Honor Awards no Roundhouse em Londres. 
Em julho de 2012, Daltrey recebeu um diploma honorário da Middlesex University em reconhecimento por suas contribuições à música. 
Daltrey recebeu vários prêmios por sua música, incluindo Melhor Álbum de Blues no British Blues Awards 2015 ao lado de Wilko Johnson. 
Em 2019, Daltrey recebeu o Golden Plate Award da American Academy of Achievement. Ele recebeu sua Placa de Ouro junto com Pete Townshend e apresentada pelo membro do Conselho de Premiação Peter Gabriel.  

## Caridade

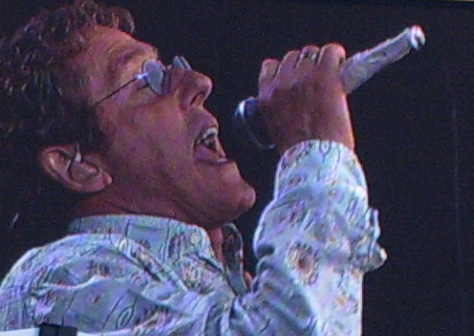
Daltrey no show Hyde Park Live 8 em 2005

Todos os lucros da série Who's Encore vão para instituições de caridade para jovens. Daltrey foi fundamental no início da série de concertos Teenage Cancer Trust em 2000, com o Who tocando em 2000, 2002, 2004, 2007 e 2010, e Daltrey tocando solo em 2011 e em 2015 como o Who. Os concertos anuais arrecadaram mais de £ 20 milhão. Ele apoiou o Whodlums, uma banda de tributo ao Who que arrecada dinheiro para o fundo. 
Daltrey se apresentou no primeiro show do ChildLine Rocks no O2 de Londres em 13 de março de 2008.  Em 2009, Daltrey foi jurado do 8º Independent Music Awards anual para apoiar artistas independentes.   No mesmo ano, ele apareceu novamente no palco com Michael J. Fox para o evento beneficente "A Funny Thing Happened on the Way to Cure Parkinson's". Em abril de 2010, ele foi a atração principal do show Imagine A Cure II em homenagem ao legado de John Lennon, que arrecadou dinheiro para a afiliada Puget Sound de Susan G. Komen para a instituição de caridade Cure Breast Cancer. Em 2011, Daltrey tornou-se patrono do Children's Respite Trust para crianças com deficiência. 
Em 2011, Daltrey, Steven Tyler e Julie Andrews financiaram a pesquisa de Robert S. Langer no Instituto de Tecnologia de Massachusetts sobre reparo de cordas vocais para vítimas de câncer e outros distúrbios.  Em 4 de novembro de 2011, Daltrey e Pete Townshend lançaram o Programa de Câncer para Adolescentes e Jovens Adultos Daltrey/Townshend no Ronald Reagan UCLA Medical Center em Los Angeles, a ser financiado pela instituição de caridade Teen Cancer America da Who.  O lançamento, seguido em 5 de novembro por um evento de arrecadação de fundos, também contou com a presença de Robert Plant e Dave Grohl.  Daltrey também anunciou que uma parte das vendas de ingressos de suas turnês solo iria para financiar centros de câncer para adolescentes. Em 2012, ele ofereceu apoio a um projeto que ajuda jovens desempregados em Heathfield, administrado pelo Tomorrow's People Trust. 

## Visões políticas
Daltrey foi anteriormente um apoiante do Partido Trabalhista Britânico, mas retirou o seu apoio citando a sua oposição às políticas de "imigração em massa" implementadas sob o governo Blair.  Em 2018, ele criticou o líder trabalhista Jeremy Corbyn, descrevendo-o como um "comunista”. 

Daltrey apoiou a saída da Grã-Bretanha da União Europeia.  Ele escreveu no The Mirror:
“Aconteça o que acontecer, o nosso país nunca deve temer as consequências de partir. Entramos no Mercado Comum em 1973. Você sabe o que estava acontecendo antes de entrarmos? Foi na década de 1960. O momento mais emocionante de todos os tempos – a Grã-Bretanha estava balançando. Cinema, Teatro, Moda, Arte e Música. . . A Grã-Bretanha era o centro do mundo. Você conseguiu isso porque a Grã-Bretanha estava fazendo suas próprias coisas. Foi independente. Não tenho certeza se conseguiremos isso novamente quando formos governados por burocratas na União Europeia." 
Ele criticou novamente a UE em 2019, dizendo: "Se você quer ser governado por uma maldita máfia, faça-o. Como ser governado pela FIFA”. 
Em 2017, Daltrey opinou que um "cachorro morto" poderia ter derrotado Hillary Clinton nas eleições presidenciais dos Estados Unidos de 2016.  Em 2018, ele denunciou o movimento MeToo, dizendo: “Acho tudo isso tão desagradável. São sempre alegações e são apenas porcarias lascivas." 
Em 2021, Daltrey criticou a ascensão da cultura woke em uma entrevista ao podcast Apple Music 1 de Zane Lowe, argumentando que as gerações mais jovens estão se limitando ao sufocar e desfazer as liberdades criativas que surgiram durante as revoluções artísticas da década de 1960. Ele elaborou afirmando que "é aterrorizante o mundo miserável que eles vão criar para si mesmos. Quero dizer, qualquer um que viveu uma vida e você vê o que eles estão fazendo, você simplesmente sabe que é um caminho para lugar nenhum."  

## Vida pessoal
Daltrey foi casado duas vezes. Em 1964, ele se casou com Jacqueline "Jackie" Rickman, e mais tarde naquele ano o casal teve seu filho Simon; eles se divorciaram em 1968. Em 1967, outro filho, Mathias, nasceu de seu caso com a modelo sueca Elisabeth Aronsson. Em 1968 ele conheceu Heather Taylor, uma modelo nascida no Reino Unido, que morava com a avó na época, e tema da canção de Jimi Hendrix de 1967, "Foxy Lady.  Daltrey e Taylor estão casados desde 1971 e têm três filhos juntos: as filhas Rosie Lea (nascida em 1972) e Willow Amber (nascida em 1975),  e o filho Jamie (nascido em 1981), que administra a fazenda de trutas de Daltrey em Burwash. 
Em 1º de março de 1994 – dia de seu 50º aniversário – Daltrey recebeu uma carta de uma mulher que afirmava ser sua filha, de um breve relacionamento durante o intervalo entre seus casamentos.  Dentro de alguns anos, Daltrey conheceu mais duas filhas nascidas nesse período, no final dos anos 1960.  Todas as três meninas foram adotadas e atingiram a idade adulta antes de conhecerem o pai biológico; Daltrey afirma que Heather se juntou a ele para dar as boas-vindas às três filhas à sua família.  Além dos oito filhos, Daltrey tem quinze netos. 
Daltrey anunciou no palco que ele agora está "muito, muito surdo", sofrendo perda auditiva devido à exposição a níveis de volume altos durante as apresentações. Um artigo no Daily Mirror relatou que ele incentivou o público a usar protetores de ouvido. 
Em 1978, durante a gravação do álbum Who Are You, do Who, Daltrey fez uma cirurgia na garganta para remover nódulos após uma infecção.  Durante uma turnê solo em 2009, Daltrey começou a achar mais difícil alcançar notas altas. Em dezembro de 2010, ele foi diagnosticado com displasia das cordas vocais, e consultou Steven M. Zeitels, diretor do Massachusetts General Hospital Voice Center e professor da Harvard Medical School. Zeitels realizou uma cirurgia a laser para remover o crescimento possivelmente pré-canceroso.  Ambas as cirurgias foram consideradas bem sucedidas. À medida que a displasia reaparece, Daltrey faz exames regulares para monitorar sua condição. 
Daltrey tem alergia a cannabis que afeta sua voz para cantar; quando o fumo passivo de maconha de um público afetou seu desempenho, ele ocasionalmente interrompeu o show para pedir que as pessoas não a fumassem.   Daltrey afirmou que nunca usou drogas pesadas.  

Daltrey é torcedor do Arsenal FC. 